# Charles Edward Horsley
Charles Edward Horsley, född den 16 december 1822 i London, död den 28 februari 1876 i New York, var en brittisk musiker. Han var son till William Horsley. 
Horsley, som var lärjunge till Moscheles, Hauptmann och Mendelssohn, levde mot slutet av sitt liv i Australien och Nordamerika. Av hans kompositioner uppfördes på musikfester i England oratorierna Gideon, David och Joseph.